# Northern Spy
Der Northern Spy (Späher des Nordens) ist eine Apfelsorte. Er wurde um 1800 in East Bloomfield (New York) in den USA als Zufallssämling entdeckt.

## Merkmale
Die Früchte sind groß, abgestumpft rundlich und meist etwas ungleichmäßig gebaut.
Die glatte, fettige und leicht glänzende Schale ist mit vielen, sehr kleinen braunen Schalenpunkten besetzt. Die Deckfarbe ist rot bis karminrot, die Grundfarbe ist grünlichgelb wechselt später jedoch meist nach gelb. Das Fruchtfleisch ist gelblichweiß, saftig mit einer renettenartigen Würze. Die Früchte reifen sehr spät, sind ab Januar genussreif und halten sich im Kühllager bis in den Mai. Die Sorte kann sowohl als Tafelapfel, als auch zum Kochen und Backen oder für Saft verwendet werden.
Die Bäume dieser Sorte kommen erst spät in den Ertrag, sind kräftig im Wuchs, neigen jedoch zu Alternanz.
Er ist eine der Elternsorte des Ontarioapfels, der andere Kreuzungspartner war der Wagenerapfel. Auch in der Unterlagenzüchtung fand der Northern Spy Verwendung, so ist etwa die häufig für Spalierbäume genutzte Unterlage MM106 aus der Kreuzung M1 × Northern Spy entstanden.

## Trivia
2013 gab der US-amerikanische United States Postal Service vier Briefmarken im Wert von 33 Cent mit Abbildungen von Äpfeln heraus. Abgebildet wurden neben dem Baldwin, dem Golden Delicious und dem Granny Smith auch der Northern Spy.

## Einzelbelege
1. ↑   Informationsseite des USPS, aufgerufen am 11. Oktober 2016